# Ликселе
Ликселе (швед. Lycksele, лап. Likssjuo) град је у Шведској, у северном делу државе. Град је у оквиру Западнонорског округа, где је треће по величини и значају насеље и средиште унутрашњости округа. Ликселе је истовремено и седиште истоимене општине.

## Природни услови
Град Ликселе се налази у северном делу Шведске и Скандинавског полуострва. Од главног града државе, Стокхолма, град је удаљен 700 км северно. 
Рељеф: Ликселе се развио у покрајини Лапонија. Подручје око града је у виду висоравни, а надморска висина око 230 м. Кроз град протиче река Уме, која је ту устављена браном. Иза града се пружа пространо вештачко језеро.

## Историја
Подручје на месту Ликселеа насељено је у време праисторије Лапонцима. Почетком 17. века ту је основано прво стално лапонско насеље, а 1634. године и прва школа.
Прави препород Ликселе доживљава у крајем 19. века са проласком железнице и доласком индустрије. 1946. године насеље је добило градска права. Ово благостање траје и дан-данас.

## Становништво
Ликселе је данас град средње величине за шведске услове. Град има око 8.500 становника (податак из 2010. г.), а градско подручје, тј. истоимена општина има око 12.000 становника (податак из 2010. г.). Последњих деценија број становника у граду опада
Град насељавају етнички Швеђани и Лапонци.

## Привреда
Данас је Ликселе савремени индустријски град са посебно развијеном индустријом. Последње две деценије посебно се развијају трговина, услуге и туризам.

## Збирка слика
- Симбол града - споменик пресељеницима на север
- Брана на реци Уме у Ликселеу
- Главна градска црква
- Градска болница